# Teviot Vallis
La Teviot Vallis è una struttura geologica della superficie di Marte.